# Protestantse Kerk (’s-Heer Arendskerke)

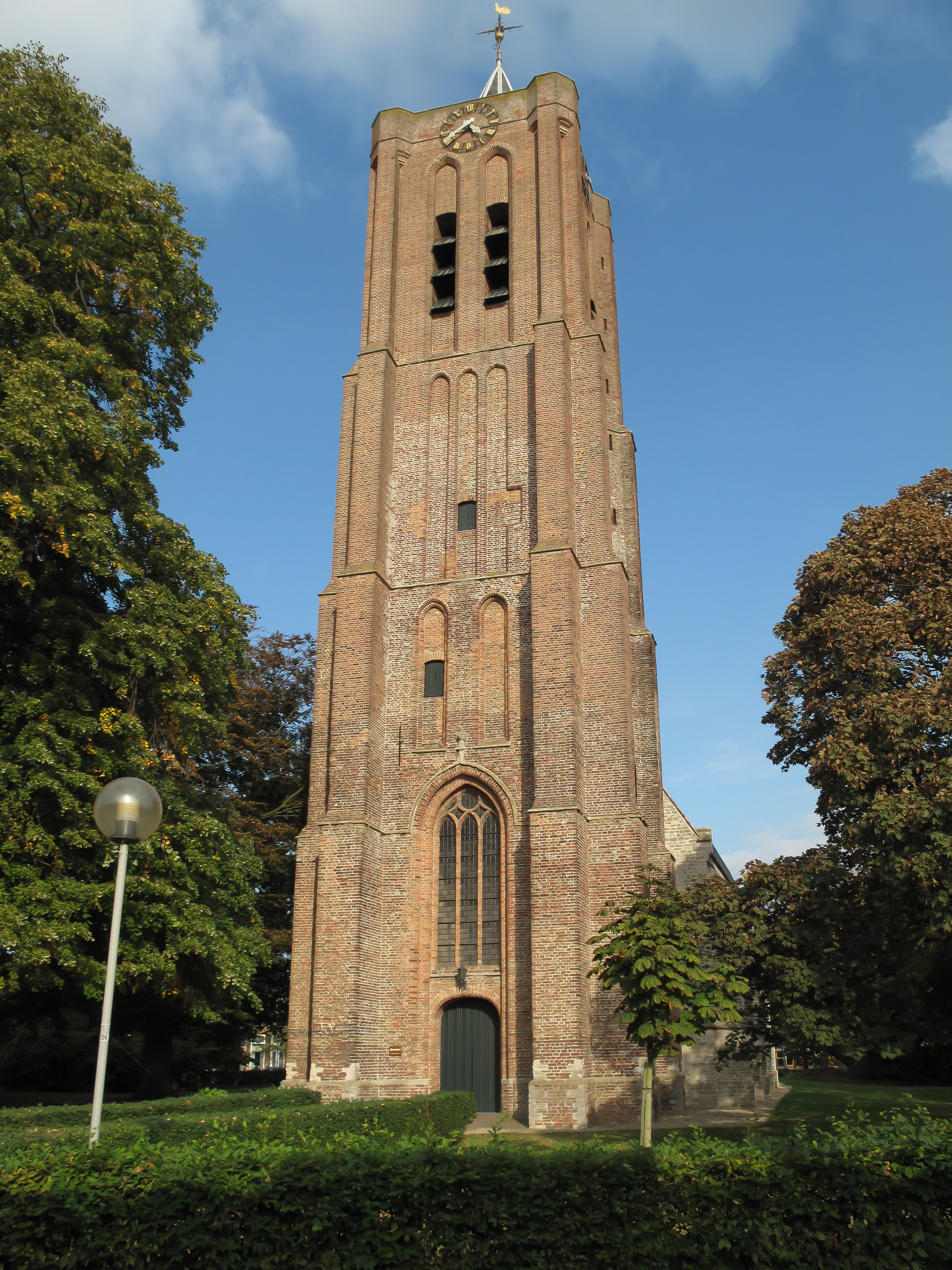
Der gotische Kirchturm

Die Protestantse Kerk (auch Petruskerk genannt) ist eine evangelische Kirche im Ortsteil ’s-Heer Arendskerke der niederländischen Stadt Goes (Provinz Zeeland).

## Geschichte

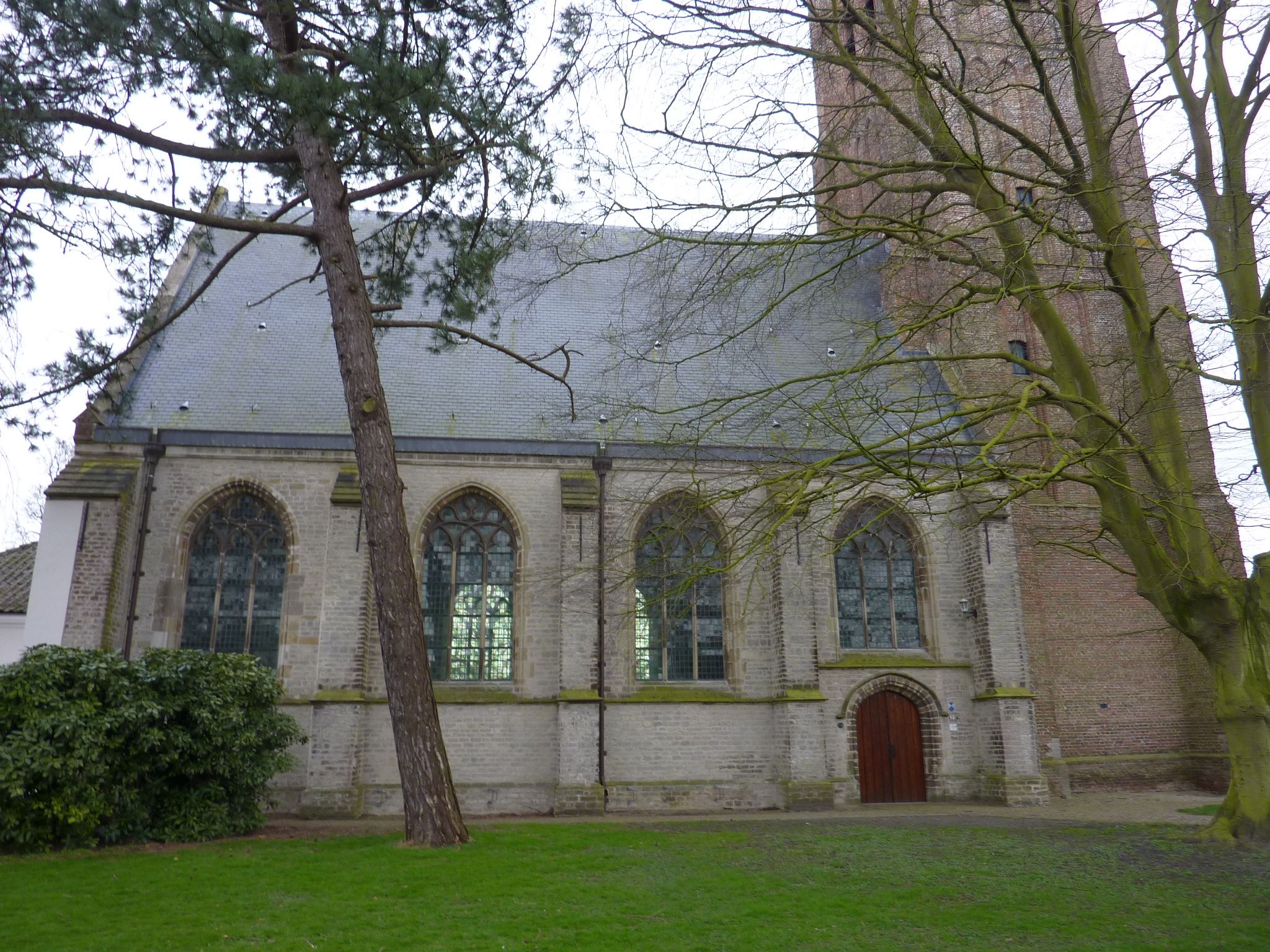
Das Langhaus

Die Kirche war bis zur Einführung der Reformation dem heiligen Simon Petrus geweiht. Sie wurde zum ersten Mal 1275 als Abpfarrung der Kirche des benachbarten Wissekerke erwähnt. Von der Peterskirche wurde wiederum die Kirche in Baarsdorp abgepfarrt. Die Baarsdorper Kirche wurde 1880 niedergelegt und die dortigen Gläubigen bilden heute wieder mit ’s-Heer Arendskerke eine gemeinsame Kirchengemeinde innerhalb der Protestantischen Kirche in den Niederlanden.
Ältester Bauteil der Kirche ist der monumentale gotische Turm aus dem 14. Jahrhundert. Das Langhaus entstand am Ende des 15. Jahrhunderts. Der Chor, der im reformierten Gottesdienst keine liturgische Funktion mehr besaß, wurde 1859 niedergelegt, der vermauerte Triumphbogen ist noch erkennbar. An der Stelle des Chors wurde eine Sakristei errichtet. Das Langhaus ist als Predigtkirche hergerichtet. Archäologische Grabungen haben den früheren Chor als ein gerade geschlossenes Bauwerk aus dem 14. Jahrhundert nachgewiesen, dem im 15. Jahrhundert ein ebenfalls gerade geschlossener nördlicher Seitenchor angefügt worden war.